# Кастело д'Агоня
Кастѐло д'Аго̀ня (на италиански: Castello d'Agogna, на местен диалект: Casté dla Gogna, Касте дла Гоня) е село и община в Северна Италия, провинция Павия, регион Ломбардия. Разположено е на 106 m надморска височина. Населението на общината е 1177 души (към 2017 г.).